# 聖喬治 (喬治亞州)
聖喬治（英語：Saint George）是位於美國喬治亞州查爾頓縣的一個非建制地區。該地的面積和人口皆未知。

## 地理
聖喬治的座標為30°31′16″N 82°02′15″W / 30.52111°N 82.03750°W，而該地的平均海拔高度為24米（即79英尺）。